# Рожево (Могилёвская область)
Рожево (бел. Рожава) — деревня в Мстиславском районе Могилёвской области Белоруссии. Входит в состав Мазоловского сельсовета.

## География
Деревня находится в северо-восточной части Могилёвской области, в пределах Оршанско-Могилёвской равнины, к югу от автодороги Р96, к северу от автодороги Р73, на расстоянии примерно 3 километров (по прямой) к западу от Мстиславля, административного центра района. Абсолютная высота — 197 метров над уровнем моря.

## История
В конце XVIII века деревня входила в состав Мстиславского воеводства Великого княжества Литовского.
Согласно «Списку населенных мест Могилёвской губернии» 1910 года издания населённый пункт входил в состав Юшковского сельского общества Казимирово-Слободской волости Мстиславского уезда Могилёвской губернии. В деревне имелось 9 дворов и проживало 64 человека (35 мужчин и 29 женщин).

## Население
По данным переписи 2009 года, в деревне проживало 63 человека.